# رام آبی
رام آبی یا سیکلید رامیرزی (به انگلیسی: Mikrogeophagus ramirezi)، گونه‌ای از ماهیان آب شیرین است که بومی حوضه رودخانه اورینوکو، در دشت‌های ونزوئلا و کلمبیا در آمریکای جنوبی است. این گونه در مطالعات مربوط به رفتار ماهی مورد بررسی قرار گرفته‌است. رام آبی گونه‌ای ماهی آکواریومی دوست‌داشتنی است که با انواع مختلفی از نام از جمله رامیرزی، رامیرزی آبی، رامیرزی آبی آلمانی، رامیرزی آسیایی، سیکلید پروانه‌ای و سیکلید کوتوله رامیرز مورد استفاده قرار می‌گیرد. این گونه از خانواده Cichlidae و زیرخانواده Geophaginae است.

## ویژگی‌ها
سیکلیدهای رامیرزی وحشی، اغلب از رامیرزی‌هایی که در مخزن پرورش یافته‌اند و از نژاد ضعیفی رنج می‌برند و همچنین برای داشتن رنگ بیشتر به آنها هورمون تزریق می‌شود، رنگارنگ‌تر هستند، اگرچه این باعث می‌شود از هر چهار نر یکی نابارور باشد.
نمونه‌های نر رامیرزی معمولاً چند پرتوی باله‌پشتی را گسترش می‌دهند، اما این مورد در برخی از ماده‌ها نیز مشاهده می‌شود. هنگامی که نزدیک به تخم‌ریزی است، رامیرزی شکم ماهی ماده به رنگ صورتی یا قرمز در می‌آید. ماده‌ها همچنین دارای یک درخشندگی آبی روی نقطه ای دقیقاً زیر باله پشتی یا پراکندگی آبی در نیمه بالایی لکه تاریک هستند که در نرها دیده نمی‌شود. نرها کمی بزرگتر از ماده‌ها هستند و اندازه این گونه سیکلید به ۳۴–۴۰ میلی‌متر می‌رسد.

## پراکندگی و زیستگاه
زیستگاه طبیعی رامیرزی دارای گرمایی مابین ۲۵٫۵–۲۹٫۵ درجه سانتیگراد درصد 5.2-6.7 pH، جریان آب ملایم و آهسته که حاوی مواد معدنی محلول کمی است و از رنگ پاک تا تیره نزدیک در حد رنگ جوهر مازو می‌باشد. این گونه به‌طور معمول در جاهایی یافت می‌شود که پوششی به شکل پوشش گیاهی آبزی یا زیر آب موجود باشد.

## تولیدمثل
ماهی‌ها پس از رسیدن به جنس بلوغ، قبل از تخمگذاری جفتهای یک همسری تشکیل می‌دهند و نرها تحمل نرهای دیگر را ندارند. این گونه بیشتر مواقغ تخم‌های کوچک ۰٫۹–۱٫۵ میلی‌متری خود را روی سنگ‌های صاف یا مستقیماً به داخل فرورفتگی‌های کوچک حفرشده در شن می‌ریزد. مانند بسیاری از سیکلیدها، رامیرزی‌های نر و ماده هر دو مراقبت از بچه‌ها را انجام می‌دهد، هم نر و هم ماده در تخم‌گذاری و دفاع از قلمرو نقش دارند. مقدار معمولی تخم ریزی در این گونه ۱۵۰–۳۰۰ تخم است، گرچه تا ۵۰۰ عدد تخم‌ریزی هم گزارش شده‌است. بسیار دیده شده‌است که رامیرزی‌های والد آب را به کمک باله‌های خود و بخ حالت فن بر روی تخم‌های خود عبور می‌دهند، این کار سبب می‌شود که در طول ۴۰ ساعت و در دمای ۲۹ درجه سانتی‌گراد لاروها از تخم بیرون می‌آیند.
لاروها به مدت پنج روز توانایی شنای آزاد نیستند و پس از آن توسط نر یا ماده در کلاس متراکمی برای جستجوی غذا اسکورت می‌شوند.

## طبقه‌بندی، جمع‌آوری و ریشه‌شناسی
سیکلید رامیرزی به نام مانوئل رامیرز، اولین وارد کننده و معرف این گونه برای تجارت آکواریوم، نام‌گذاری شده‌است. جورج اس مایرز و RR هری (۱۹۴۸) در معرفی انواع گونه‌ها و جنس‌های رامیرزی نظیرMicrogeophagus, Papiliochromis, Pseudoapistogramma و Pseudogeophagus نقش عمده ای ایفا کرده‌اند.

## در آکواریوم

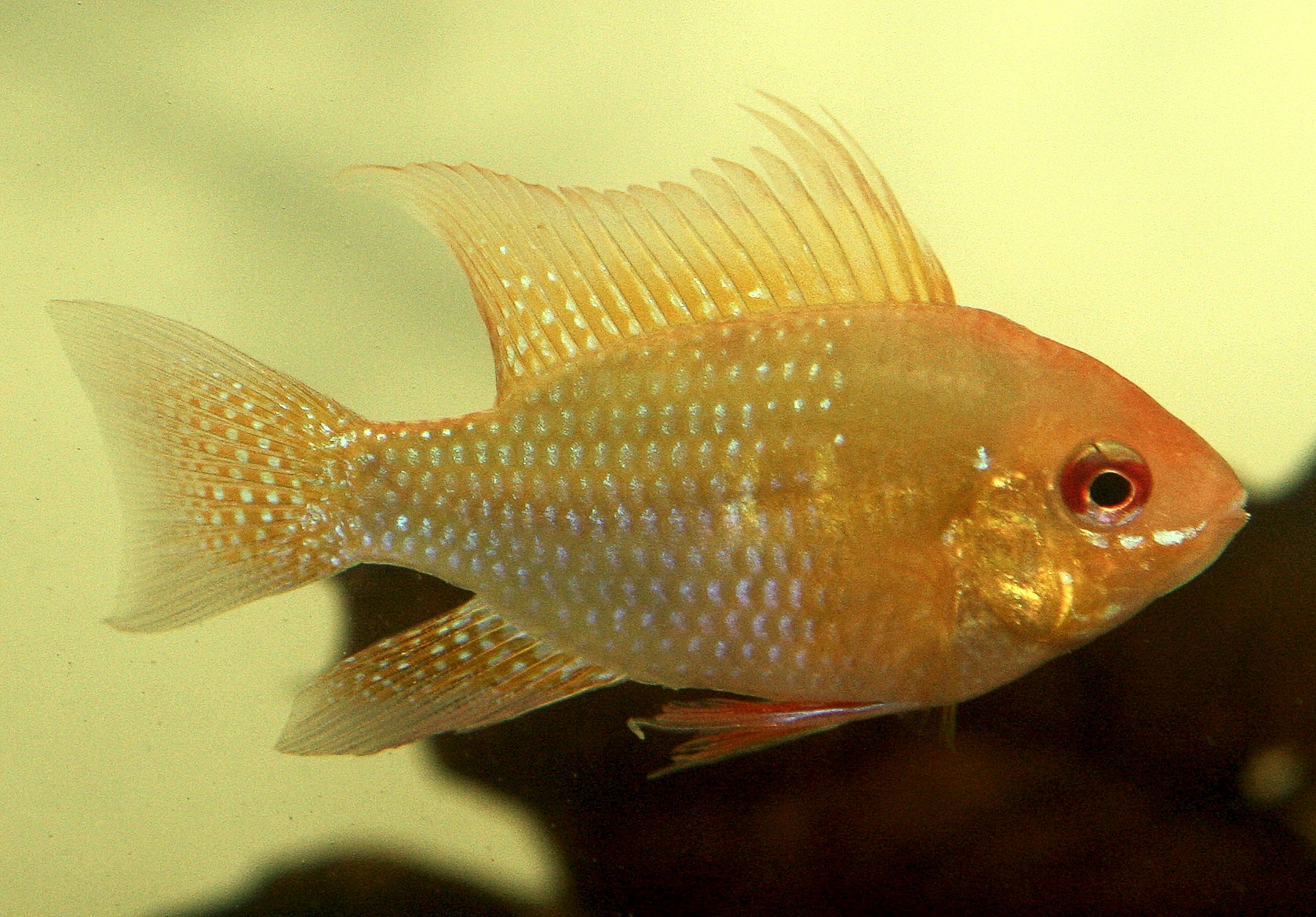
این تصویر، گونه‌ای از رام آبی به نام "رام طلایی" (Mikrogeophagus ramirezi) را نشان می‌دهد که به خاطر رنگ طلایی‌اش شناخته می‌شود.

رامیرزی گونه ای محبوب در میان ماهیان گرمسیری آب شیرین است. اگرچه برخی سیچلایدهای بزرگتر برای نگهداری جمعی در آکواریوم مناسب نیستند، اما اگر یک جفت نر و ماده از این نوع خاص در آکواریومی ماهی‌های متنوع قرار بگیرند، می‌توانند عملکرد خوبی داشته باشند.

### انواع نژاد
نژادهای زیادی از رامیرزی در آسیا برای نگهداری تفریحی پروش داده شده‌است. این نژادها شامل نژادهای بیگانه متعددی است که به رامیرزی طلایی یا برقی  معروف است، به همراه اشکال نژاد «بالون»، نژاد بدن بلند، چاق و انواع باله بلند. بسیاری از این نژادها در مقایسه با نمونه‌های وحشی از درصد باروری پایین‌تر، مشکلات بهداشتی یا کاهش مراقبت از بچه‌ها رنج می‌برند.

## نگارخانه

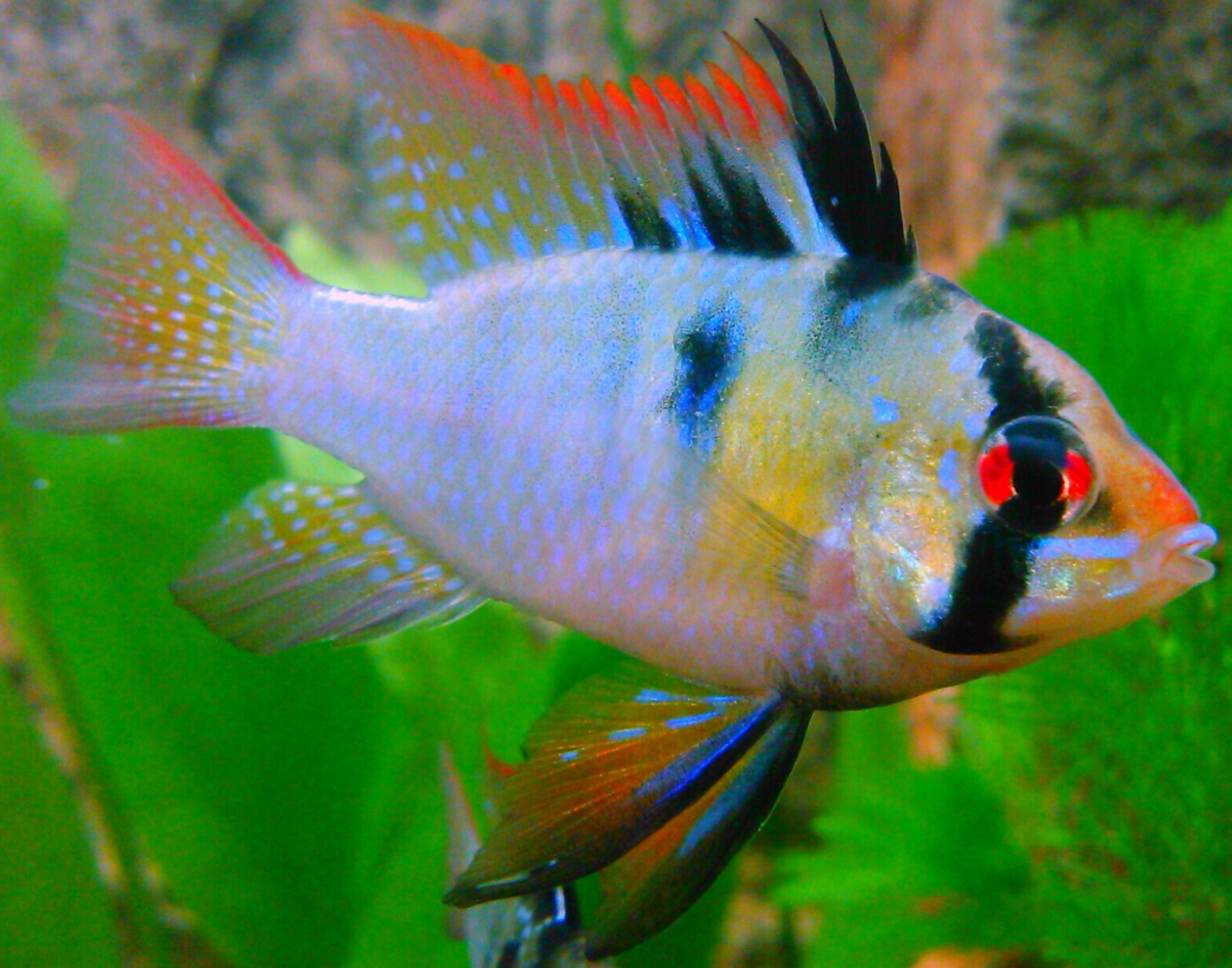
رامیرزی نر
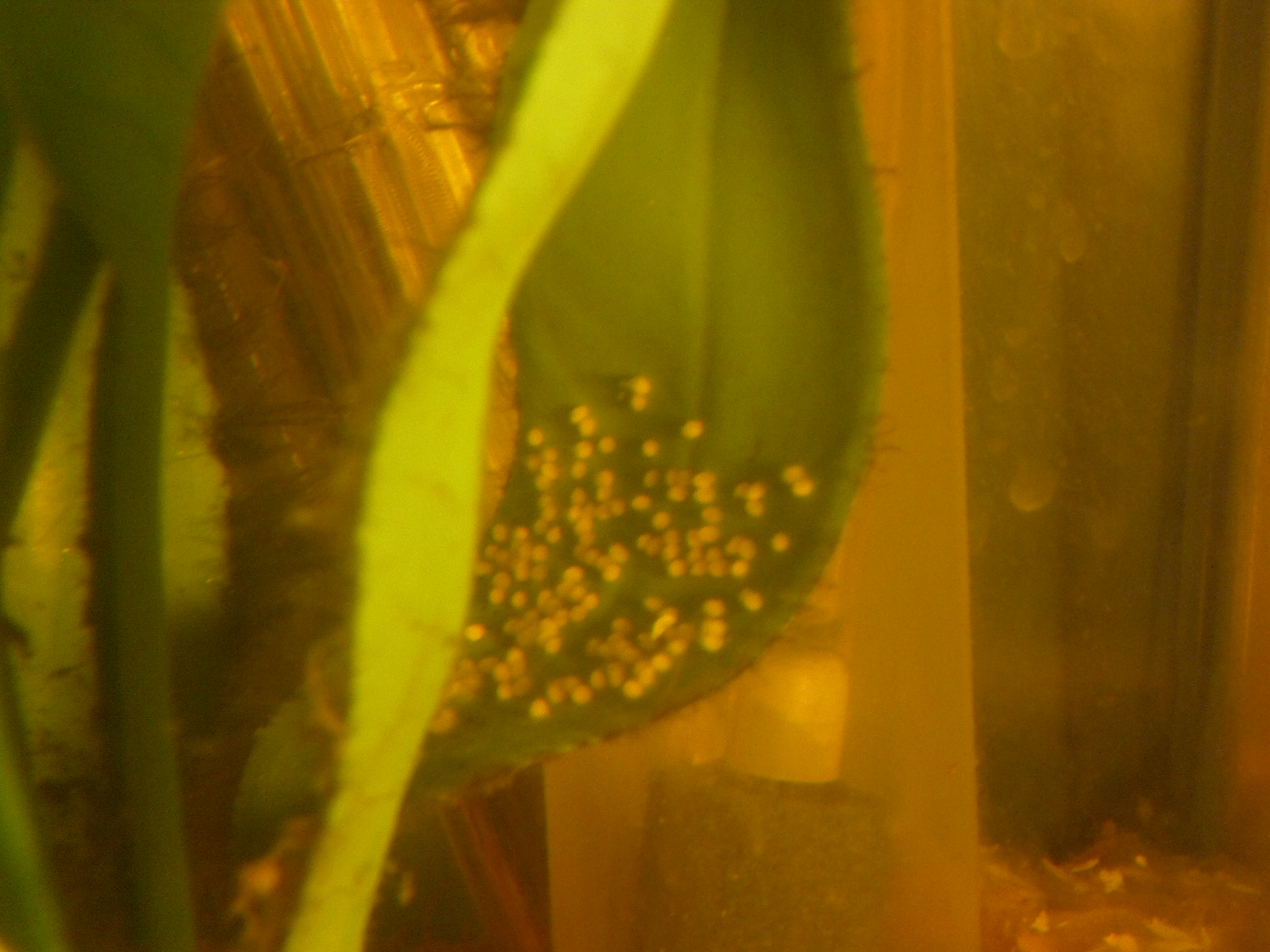
تخم رامیرزی نابارور
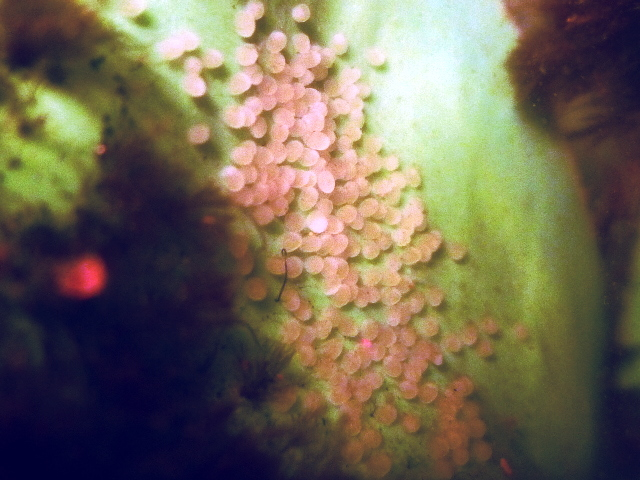
نمای نزدیک از تخم‌های نابارور رامیرزی
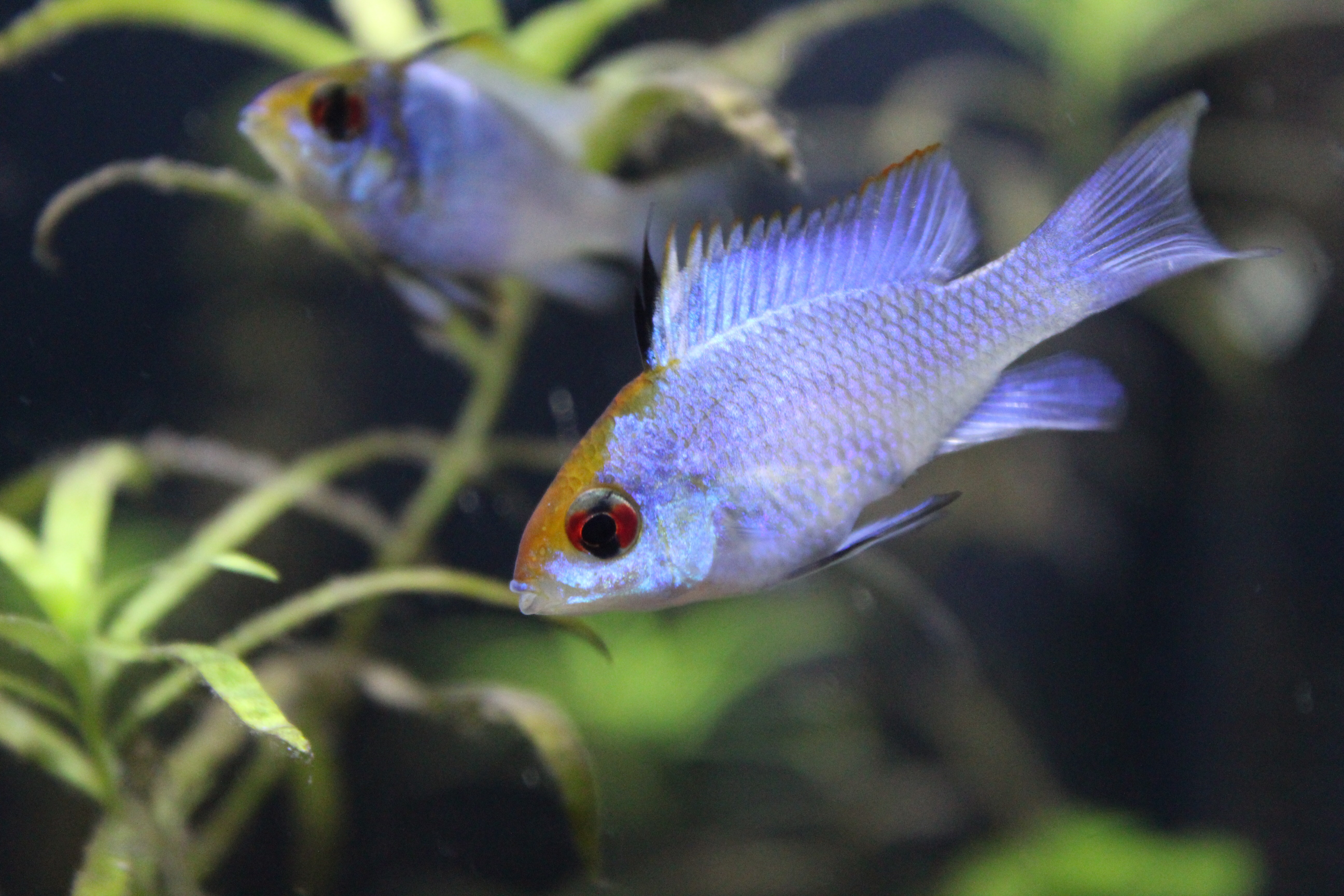
رامیرزی آبی برقی
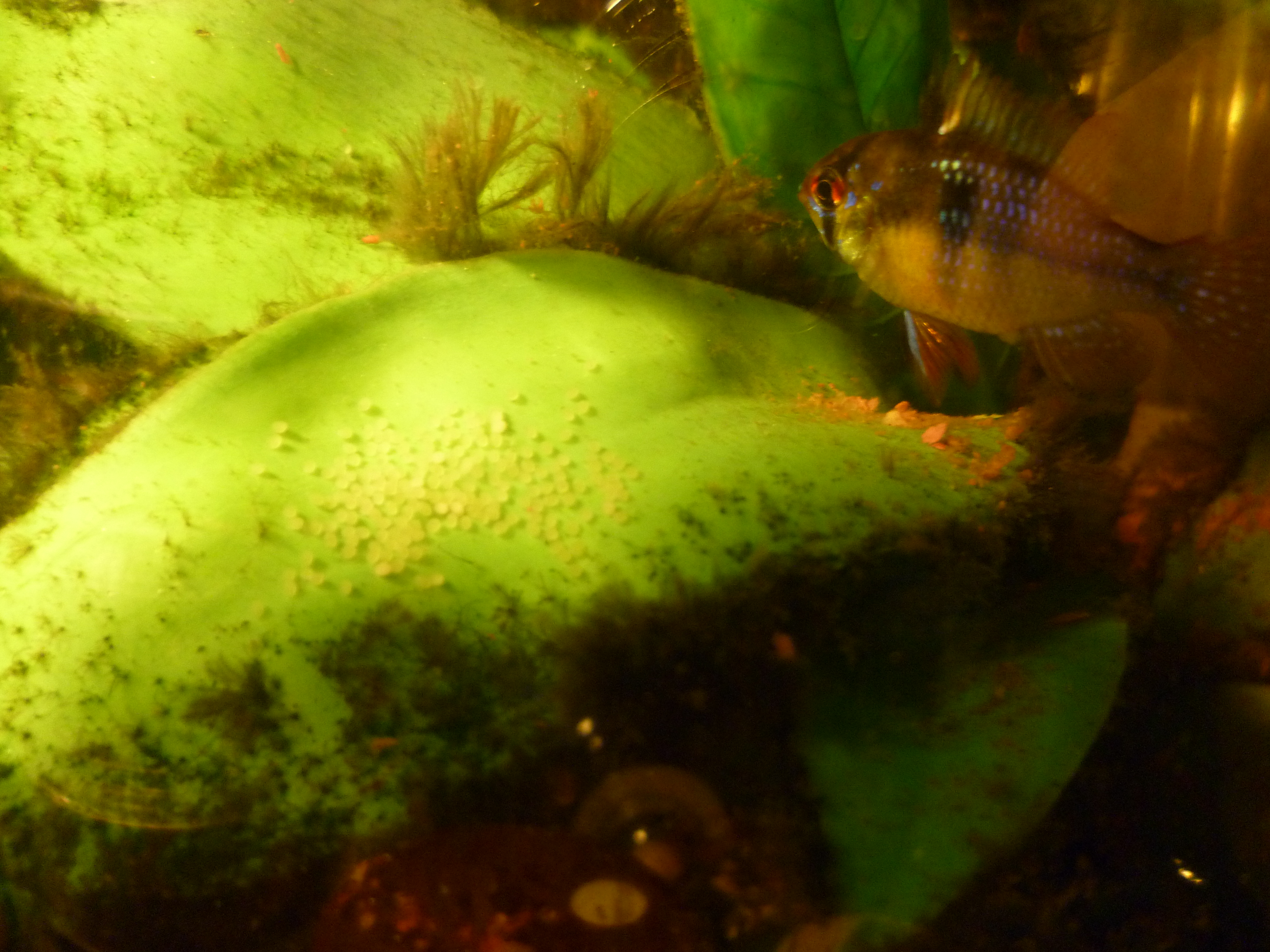
رامیرزی ماده آب را روی تخمهای خود فن می‌کند
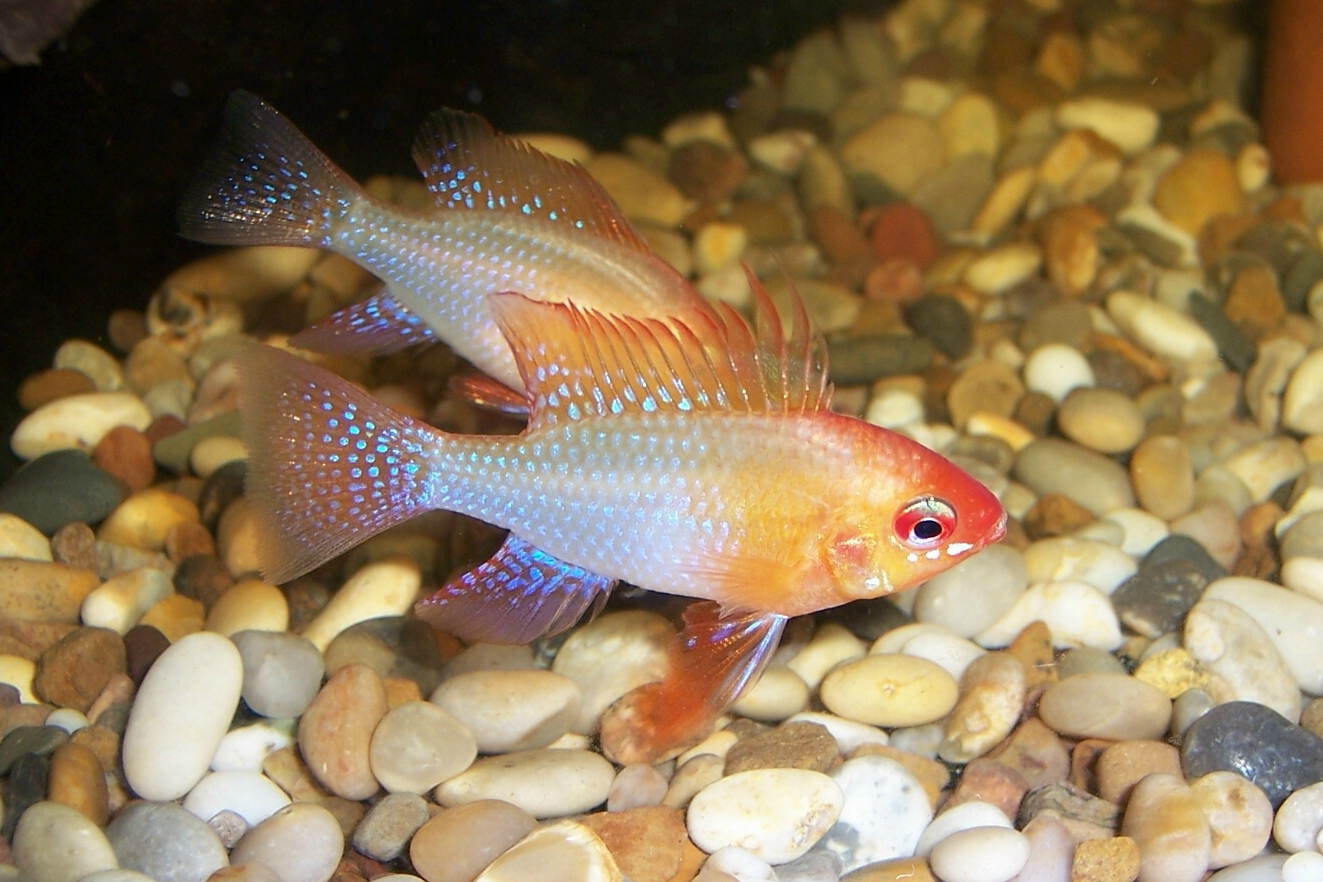
گونه xanthistic رامیرزی